# Ur-Nanse
Ur-Nanse (ur-dnanše, vagy ur-dnin-a, i. e. 25. század) Lagas város első olyan uralkodója, akit a sumer királylisták elismernek, vele kezdik az I. lagasi dinasztiát. A város vezetését Lugalsagengurtól vette át, aki Meszilim kisi uralkodó idején tűnik fel Kis alattvalójaként (enszi). Valószínűleg Ur-Nanse volt az első, aki felvette a lugal címet és szuverén városkirályként uralkodott.
Származására nézve kevés adat áll rendelkezésre, feltehetően Ningin (ma Tell Zūrghūl) településen, vagy annak környékén született. Ezt azzal lehet alátámasztani, hogy a nevében szereplő Nanse isten tisztelete onnan ered, Ur-Nanse utódai szinte családi istenként tisztelték Nansét – annak ellenére, hogy maga Ur-Nanse személyes védnökként dšul-LAK istent választotta. Ur-Nanse egyenesen uralkodói legitimációját is Nanse akaratára vezette vissza (amely majd Gudea korában ismét fontos elem lesz). Ismert egy szobor, amelynek felirata szerint Ur-Nanse részt vett Ningin Nanse-fesztiválján. Apja, Gu-NI.DU egy Gurszar nevű helyen született, amely feltehetően Ningin városrésze.
Uralkodásának eseményeiről is viszonylag kevés információval rendelkezünk. Feliratai alapján konfliktusba keveredett az elámi Arava várossal, valamint Urral és Ummával is. Egy Urban talált sztélé alapján el is foglalhatta, vagy legalábbis kirabolta Urt, de a szöveg homályos. Ennél jóval többet írt építkezéseiről, többek közt a Nanse (Ninginben), Ningírszu (Nanse bátyja, Gírszuban) tiszteletére emelt templomokról, és az Abzu-banda nevű „kis forrásról”.